# الحرجة (شبام)

'

تعديل مصدري - تعديل

الحرجة هي إحدى قرى عزلة شبام بمديرية شبام التابعة لمحافظة حضرموت، بلغ تعداد سكانها 208 نسمة حسب تعداد اليمن لعام 2004.